# Feuchtwangen
Feuchtwangen è una città tedesca situata nel circondario di Ansbach, nel land della Baviera.
Dal 1241 al 1376 fu una città libera del Sacro Romano Impero. La fine dell'immediatezza imperiale fu determinata dalla cessione della città al Burgraviato di Norimberga.